# Cripta Imperial de Viena

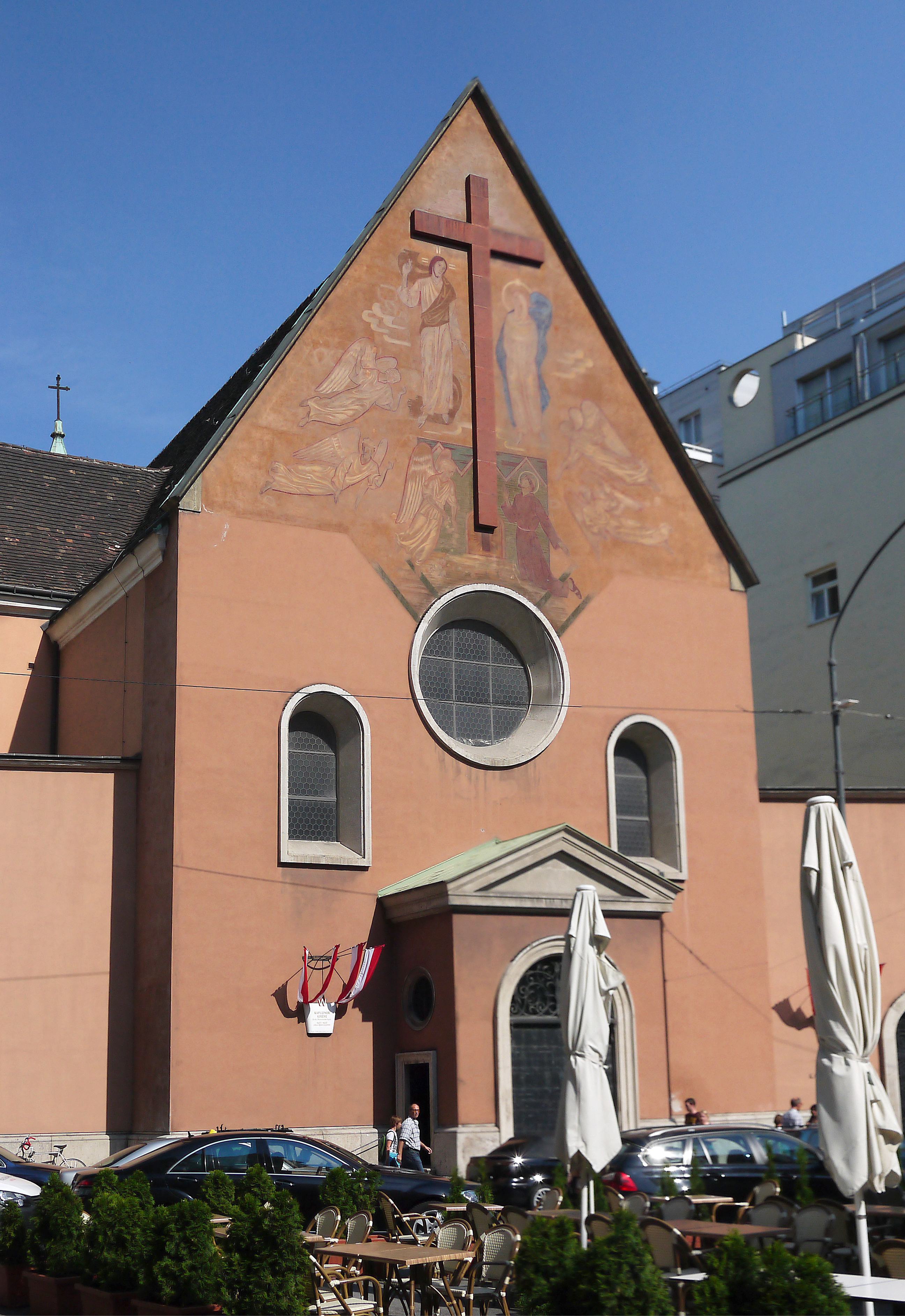
L'Església del Caputxins de Viena on s'ubica la Cripta Imperial

La Cripta Imperial de Viena o Cripta dels Caputxins (en alemany: Kaisergruft o Kapuzinergruft) va ser des de 1633 el principal lloc de sepultura per als Habsburg austríacs, és a dir, per als emperadors hereditaris del Sacre Imperi Romanogermànic i els seus descendents. La Cripta Imperial es troba a la ciutat austríaca de Viena, sota l'Església dels Caputxins (Església de Santa Maria dels Àngels), situada a la plaça Neuen Markt, prop del Palau Imperial de Hofburg.
La cripta conté 142 cossos de membres de la reialesa i l'aristocràcia més algunes urnes que contenen els cors o les restes incinerades de quatre. Entre ells hi ha 12 emperadors i 18 emperadrius.
Destaquen, entre d'altres, les tombes de l'emperador Carles VI (Carles III d'Aragó) i l'emperadriu Elisabet Cristina de Brunsvic, la tomba de la qual és decorada amb un relleu que representa la seva arribada a Barcelona.
També és molt vistada per la tomba de l'emperadriu Sissi (Elisabet de Baviera).
La sepultura més recent és de l'any 2011.

## Galeria

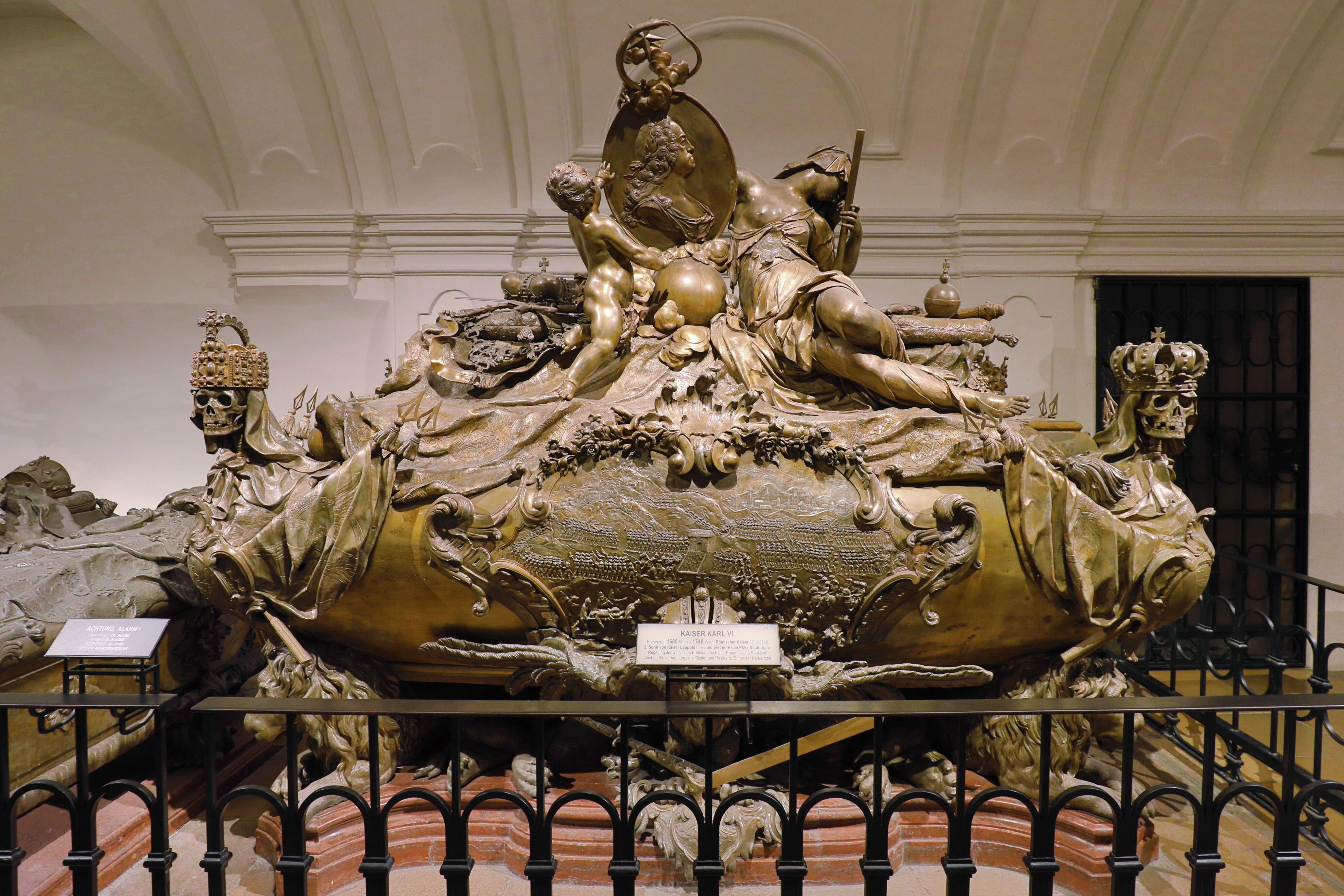
Sepulcre de Carles VI
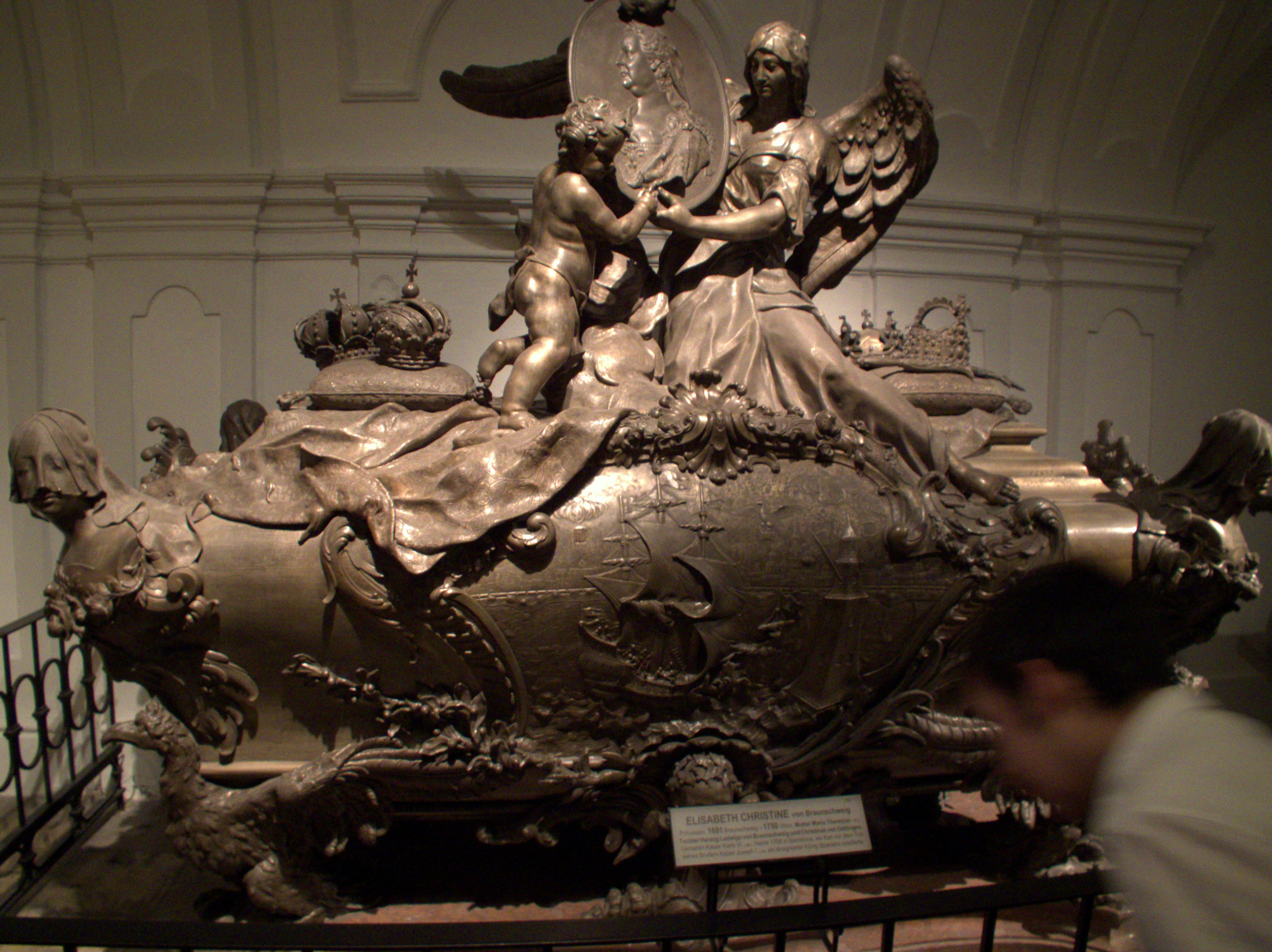
Sepulcre d'Elisabet Cristina de Brunsvic
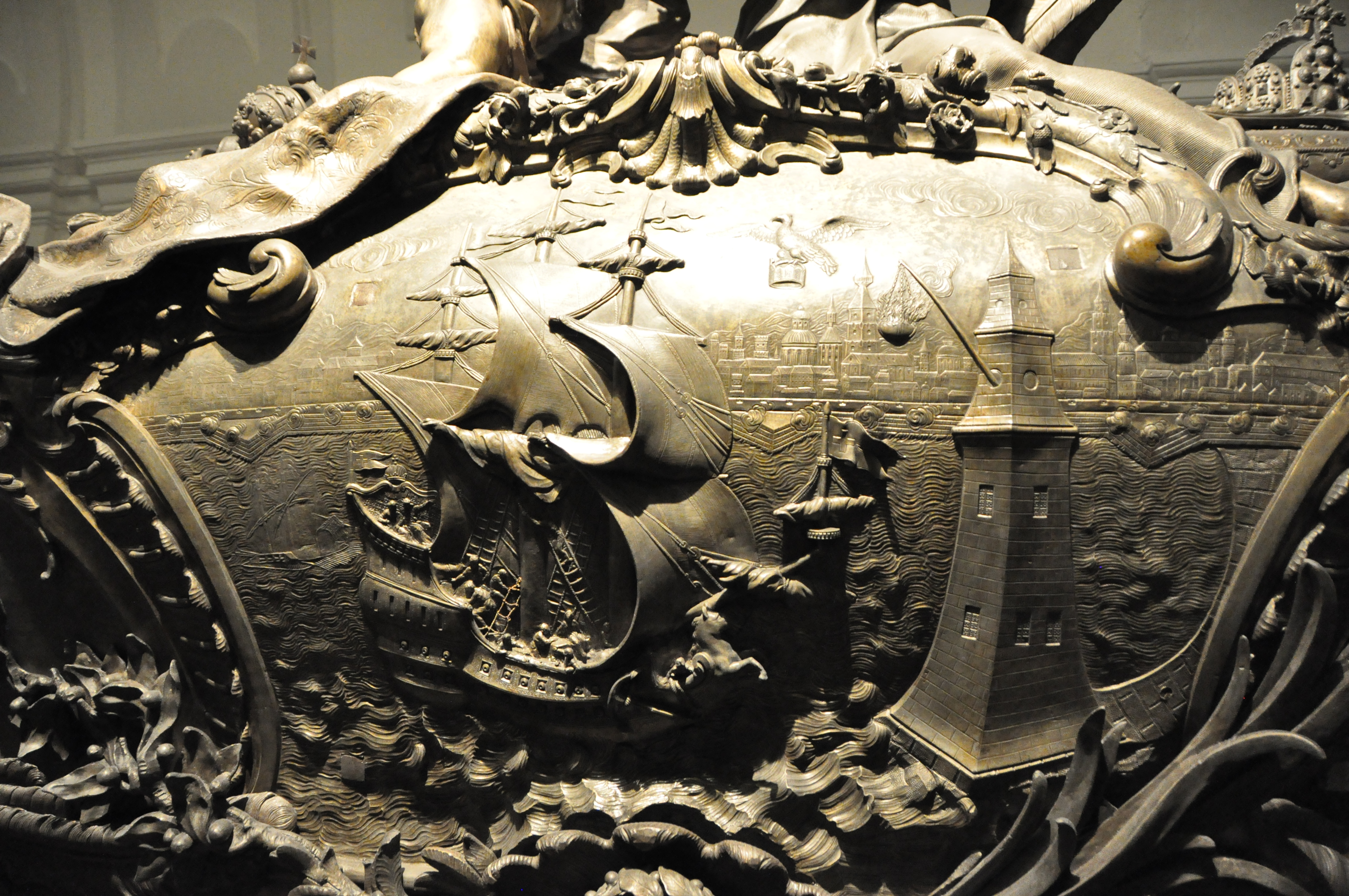
Detall de la tomba d'Elisabet Cristina amb una vista de Barcelona
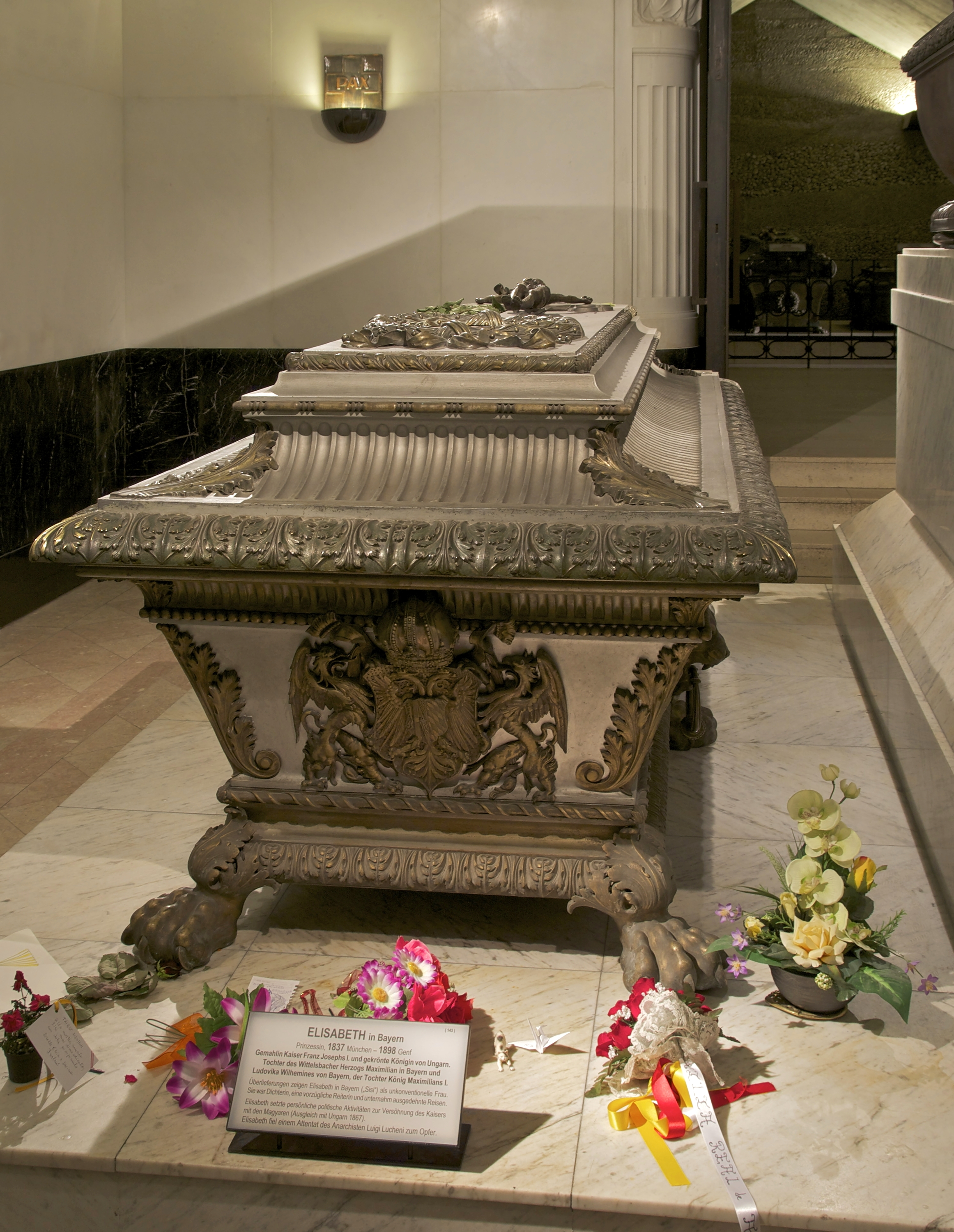
Tomba de l'emperadriu Sissi